# Дусалы-султан
Дусалы-султан, Дусали-султан или Досалы-султан (каз. Досалы сұлтан, год рождения — смерти не известны) — двоюродный брат правителя Младшего жуза Нуралы-хана, глава казахских племен у рек Хобда и Илек. Во время восстания Пугачёва, Дусалы-султан временно поддерживал самозванца. Так, его казахи участвовали в осаде Яицкого городка и Оренбурга.

## Участие в восстании Пугачёва
В 1773 году, в первые месяцы восстания Емельяна Пугачёва, Дусалы-султан, вместе со своей ставкой, находился на левом берегу реки Яика. Пугачев, выдавая себя за императора Петра III, отправил к Дусалы указ, приказывая ему присягнуть на верность «императору», а также прислать своё войско в повстанческую армию. По одной версии Дусалы смог уклонился от прямой военной поддержки Пугачёву. По другой — Дусалы принял активное участие в восстании. Так в записях, адресованные губернатору Оренбурга Рейнсдорпу писалось: «Подданные Айчувак и Дусалы чинят великия злодейства». Также известно что, в ставку самозванца под Оренбургом он послал своего сына — Саидали-султана. В 1773—1774 подвластные ему казахи совершали набеги на российские пограничные крепости, тем самым расширяя восстание Пугачёва.
Другой сын Дусалы — Мирзалы-султан, отправился с отрядом казахов к Кулагиной крепости, где уже располагать армия лже-Петра. После, совместного с армией Пугачёва, взятия крепости, казахи двинулись к Яицкому городку. В это же время, чтобы привлечь на сторону «Петра III» как можно больше казахского населения, Дусалы-султан приказал своим подданным убивать всех, кто не признавал «истинного императора». Также, чтобы обезвредить своего родственника, правителя Младшего жуза, Нуралы-хана, который остался на стороне официального российского правительства, Дусалы убедил его, что Пугачёв захватил Оренбург и Яик и уже направляется к ставке Нуралы в Гурьеве. Поверив в это, правитель Младшего жуза покинул регион. 
Тем временем восстание Пугачёва расширялось, казахи вместе с армией самозванца, осаждали Яицкий городок и Оренбург. К императрице Екатерине II постоянно поступали сообщения, что казахи «Нуралы-хана, Айчувак-султана, Дусалы-султана, скот весь отгоняют, людей убивают и, захватывая, увозят, форпосты жгут и ко крепостям делают приступы».  Однако, помогая самозваному императору, Дусалы, настороженно следя за развитием событий, не прекращал поддерживать связь и с Екатериниской администрацией. Так, он отправил своих послов к Оренбургу, чтобы узнать от губернатора Рейнсдорпа об истинных успехах Пугачёва. Сохранилось и письмо Дусалы-султана от 8 декабря 1773 года. В нём Дусалы всячески отрицает участие своей семьи в движении Пугачёва.
В марте 1774 года Пугачёв потерпел сокрушительное поражение под Татищевой крепостью. В результате этого осада Оренбурга и Яицкого городка была снята. В связи с этим Дусалы-султан отказался от дальнейшей поддержке самозванцу, и вместе с семьей откочевал подальше от мест действий пугачевской армии.

## Участие в восстании «Невидимки»
Осенью 1775 года, уже после поимки Пугачёва, Дусалы-султан принял участие в восстании «Невидимки». Во главе мятежа встала Сапура Матенкызы. Она, при поддержки Дусалы, создала легенду о человеке-невидимке — Коктемире. От его имени Сапура уверяла казахов в скором появлении армии Петра III. В её рассказ поверили и вскоре в ставке Сапуры стали собираться войска казахов. Весной 1776 года они стали нападать на приграничные земли Российской империи. В основном их атаки были сконцентрированы на башкир, которые участвовали в карательных экспедициях против армии Пугачёва, а также на пограничные крепости. Казахи сжигали фураж, продовольствие и захватывали пленных. Напуганные новыми отголосками «восстания Пугачёва», правительство Екатерины II стало подкупать феодальную верхушку Младшего жуза. Таким образом, ещё в феврале 1776 года, от восстания отошёл Дусалы-султан вместе со многими другими феодалами. Это внесло раскол в лагерь Коктемира, и опасаясь новых репрессий, восставшие казахи откачивали вглубь степей. О дальнейшей деятельности Дусалы-султана больше ничего не известно.    